# Grand Prix-wegrace van Zuid-Afrika 1983
De Grand Prix-wegrace van Zuid-Afrika 1983 was eerste Grand Prix van het wereldkampioenschap wegrace in het seizoen 1983. Het was tevens de eerste WK-Grand Prix in Afrika. De races werden verreden op 19 maart 1983 op het Kyalami Racing Circuit nabij Johannesburg.

## Algemeen
In Juni 1982 besloot de FIM een Grand Prix toe te wijzen aan Zuid-Afrika, op voorwaarde dat de organisatie op een vergelijkbaar niveau zou staan als de GP van Argentinië. Dat betekende dat er naast start- en prijzengelden ook een behoorlijke reiskostenvergoeding moest zijn. Wel kreeg men ontheffing van de regel dat er ten minste vier klassen moesten rijden. Zo kwamen alleen de 250- en de 500cc-klasse aan de start. De teams hadden problemen met het vinden van de juiste carburatie-afstelling door de ijle lucht op 1700 meter hoogte, maar ook met het vinden van de juiste gearing vanwege het lange rechte stuk waar een flink dalend gedeelte in zat. 

## 500cc-klasse
In de trainingen was nieuweling Eddie Lawson lange tijd de snelste, tot hij op het laatste moment met 0,04 seconde werd geklopt door Freddie Spencer. Lawson's Yamaha OW 70 bleek wel snel, maar bij Yamaha wist men toen al dat het starten van de machine een groot probleem was. Honda kende weinig problemen, maar Suzuki worstelde al weken met het slechte weggedrag van de vernieuwde XR 40. Kenny Roberts en Eddie Lawson kregen bij de start hun machines inderdaad moeilijk aan de praat en zo gingen vier Honda's (Takazumi Katayama, Freddie Spencer, Marco Lucchinelli en Ron Haslam) op kop, gevolgd door Randy Mamola en Franco Uncini. Spencer nam al snel de leiding en werd niet meer teruggezien, maar Haslam en Katayama konden het niet eens worden over de tweede positie, remden elkaar voortdurend uit en zo konden Lucchinelli en Mamola lange tijd volgen, maar kon ook Roberts zijn achterstand snel goedmaken. Toen hij eenmaal vierde lag ging hij met grote stappen op de vechtende Honda-coureurs af en passeerde hen, maar het gat met Spencer was intussen veel te groot om hem nog te achterhalen. Toen Katayama viel (en bijna achterblijver Jon Ekerold in zijn val meenam) moest Haslam nog flink vechten om Marco Lucchinelli en Marc Fontan achter zich te houden. 

### Uitslag 500cc-klasse
| In Kyalami was de juiste gearing erg belangrijk, temeer omdat het een 1,5 km lang recht stuk met een flinke afdaling had, voorafgegaan door een volgasbocht ("The King"). Toch bleek de hoogste topsnelheid niet per se de juiste formule: - 1 Takazumi Katayama: 288,75 km/h: DNF - 2 Ron Haslam: 281,93 kmh: 3e - 3 Loris Reggiani: 280,06 km: 11e - 4 Franco Uncini: 278,49 km/h: 6e - 5 Raymond Roche: 277,37 km/h: 7e - 5 Randy Mamola: 277,37 km/h: 5e - 7 Freddie Spencer: 275,42 km/h: 1e - 7 Marc Fontan: 275, 42 km/h: 4e - 9 Gary Lingham: 275,14 km/h: 19e - 10 Kenny Roberts: 274, 59 km/h: 2e - 10 Eddie Lawson: 274, 59 km/h: 8e |

30 Ronden
| Pos | Coureur             | Merk              | Tijd       | Grid       | Punten |
| --- | ------------------- | ----------------- | ---------- | ---------- | ------ |
| 1   | Freddie Spencer     | HRC-Honda         | 43:58.50   | 1          | 15     |
| 2   | Kenny Roberts       | Marlboro-Yamaha   | +7.20      | 4          | 12     |
| 3   | Ron Haslam          | HRC-Honda         | +13.30     | 5          | 10     |
| 4   | Marc Fontan         | Sonauto-Yamaha    | +13.50     | 10         | 8      |
| 5   | Randy Mamola        | HB-Suzuki         | +28.40     | 8          | 6      |
| 6   | Franco Uncini       | HB-Gallina-Suzuki | +37.70     | 7          | 5      |
| 7   | Raymond Roche       | Honda             | +41.50     | 12         | 4      |
| 8   | Eddie Lawson        | Marlboro-Yamaha   | +42.40     | 2          | 3      |
| 9   | Marco Lucchinelli   | HRC-Honda         | +45.40     | 6          | 2      |
| 10  | Barry Sheene        | Suzuki            | +1:08.30   | 13         | 1      |
| 11  | Loris Reggiani      | HB-Gallina-Suzuki | +1:09.70   | 18         |        |
| 12  | Sergio Pellandini   | Suzuki            | +1:13.80   | 16         |        |
| 13  | Maurizio Massimiani | Honda             | +1 ronde   | 21         |        |
| 14  | Fabio Biliotti      | Suzuki            | +1 ronde   | 14         |        |
| 15  | Virginio Ferrari    | Cagiva            | +1 ronde   | 19         |        |
| 16  | Marco Greco         | Suzuki            | +1 ronde   | 20         |        |
| 17  | Jon Ekerold         | Cagiva            | +1 ronde   | 27         |        |
| 18  | Corrado Tuzii       | Honda             | +1 ronde   | 23         |        |
| 19  | Gary Lingham        | Suzuki            | +1 ronde   | 28         |        |
| 20  | Steve Parrish       | Yamaha            | +1 ronde   | 26         |        |
| 21  | Alfons Amerschläger | Suzuki            | +2 ronden  | 29         |        |
| 22  | Wolfgang Schwarz    | Suzuki            | +2 ronden  | 30         |        |
| DNF | Takazumi Katayama   | HRC-Honda         | Val        | 3          |        |
| DNF | Gustav Reiner       | Suzuki            | Val        | 22         |        |
| DNF | Christophe Guyot    | Suzuki            |            | 15         |        |
| DNF | Boet van Dulmen     | Suzuki            |            | 25         |        |
| DNF | Guido Paci          | Honda             | Val        | 17         |        |
| DNF | Leandro Becheroni   | Suzuki            | Val        | 11         |        |
| DNF | Michel Frutschi     | Honda             | Val        | 9          |        |
| DNF | Chris Guy           | Suzuki            |            |            |        |
| DNS | Wolfgang von Muralt | Suzuki            |            | 24         |        |
| DNQ | Børge Nielsen       | Suzuki            |            |            |        |
| DNQ | Frank Kaserer       | Suzuki            |            |            |        |
| DNQ | Jean-François Baldé | Honda             |            |            |        |
| DNQ | Philippe Coulon     | Suzuki            |            |            |        |
| DNQ | Andreas Hofmann     | Suzuki            |            |            |        |
| DNQ | Walter Migliorati   | Suzuki            |            |            |        |
| DNQ | Lorenzo Ghiselli    | Suzuki            |            |            |        |
| DNQ | Bent Slydal         | Suzuki            |            |            |        |
| DNQ | Toni Mang           | HB-Suzuki         | Blessure   |            |        |
| DNQ | Jack Middelburg     | Honda             | Geen motor | Geen motor |        |

## 250cc-klasse
Omdat de winterstop kort was geweest, kwamen sommige rijders met de machines uit 1982 aan de start. Dat gold ook voor het hele team van Chevallier, dat de nieuwe machines nog niet klaar had. De importeursteams Sonauto en Mitsui hadden hun speciale kits nog niet binnen en kwamen met gewone Yamaha-productieracers aan de start. Carlos Lavado startte als snelste, achtervolgd door Jacques Bolle, Didier de Radiguès, Martin Wimmer, Manfred Herweh en Patrick Fernandez. Jean-François Baldé had de snelste trainingstijd, maar startte slecht, net als Christian Sarron. Na drie ronden begon Lavado terug te zakken door een te slappe achtervering. Fernandez nam de leiding over en kreeg gezelschap van De Radiguès en Hervé Guilleux, die samen met Baldé naar voren was gekomen. Baldé, De Radiguès en Guilleux gingen er samen vandoor, hoewel thuisrijder Mario Rademeyer nog even kon volgen, tot die in de negende ronde viel. Baldé reed naar de overwinning, maar De Radiguès kwam snelheid tekort door een verkeerde gearing en probeerde Guilleux met zijn ellebogen achter zich te houden. Guilleux trapte daarop naar de Chevallier van De Radiguès en in de pit ging de woordenwisseling door, tot een monteur van het Chevallier-team Guilleux een klap gaf.

### Uitslag 250cc-klasse
28 Ronden
| Pos | Coureur                | Merk              | Tijd       | Grid | Punten |
| --- | ---------------------- | ----------------- | ---------- | ---- | ------ |
| 1   | Jean-François Baldé    | Chevallier-Yamaha | 43:27.20   | 1    | 15     |
| 2   | Didier de Radiguès     | Chevallier-Yamaha | +0.50      | 4    | 12     |
| 3   | Hervé Guilleux         | Kawasaki          | +0.50      | 3    | 10     |
| 4   | Patrick Fernandez      | Bimota-Bartol     | +10.70     | 9    | 8      |
| 5   | Jacques Cornu          | Yamaha            | +11.20     | 6    | 6      |
| 6   | Manfred Herweh         | Real-Rotax        | +11.20     | 13   | 5      |
| 7   | Carlos Lavado          | Venemotos-Yamaha  | +18.40     | 7    | 4      |
| 8   | Martin Wimmer          | Mitsui-Yamaha     | +20.00     | 14   | 3      |
| 9   | Thierry Rapicault      | Sonauto-Yamaha    | +20.10     | 5    | 2      |
| 10  | Iván Palazzese         | Venemotos-Yamaha  | +23.70     | 17   | 1      |
| 11  | Thierry Espié          | Chevallier-Yamaha | +46.00     | 10   |        |
| 12  | Roland Freymond        | Armstrong-Rotax   | +55.10     | 26   |        |
| 13  | Jean-Louis Guignabodet | Yamaha            | +55.10     | 12   |        |
| 14  | Jimmy Rodger           | Yamaha            | +55.80     | 19   |        |
| 15  | Sito Pons              | JJ Cobas-Rotax    | +1:13.60   | 28   |        |
| 16  | Tony Head              | Armstrong-Rotax   | +1:14.00   | 20   |        |
| 17  | Christian Estrosi      | Pernod            |            | 23   |        |
| 18  | Paolo Ferretti         | MBA               | +1:18.00   | 21   |        |
| 19  | Robby Petersen         | Yamaha            | +1:31.10   | 29   |        |
| 20  | Kevin Hellyer          | Yamaha            | +1:36.60   | 24   |        |
| 21  | Warren Bristol         | Yamaha            | +1 ronde   | 30   |        |
| 22  | Massimo Broccoli       | Yamaha            | +1 ronde   | 31   |        |
| 23  | Leonard Alan Dibon     | Yamaha            | +1 ronde   | 34   |        |
| 24  | Danny Bristol          | Yamaha            | +2 ronden  |      |        |
| 25  | Mike Crawford          | Armstrong         | +2 ronden  | 35   |        |
| DNF | Alan Carter            | Mitsui-Yamaha     | Ketting    | 18   |        |
| DNF | Christian Sarron       | Sonauto-Yamaha    | Carburatie | 2    |        |
| DNF | Dave Petersen          | Rotax             |            | 15   |        |
| DNF | Mario Rademeyer        | Yamaha            | Val        | 11   |        |
| DNF | Richard Antony Porter  | Rotax             |            |      |        |
| DNF | Jacques Bolle          | Yamaha            | Carburatie | 8    |        |
| DNF | Jean-Louis Tournadre   | Sonauto-Yamaha    |            | 22   |        |
| DNF | Carlos Cardús          | JJ Cobas-Rotax    |            | 16   |        |
| DNF | Alan North             | Yamaha            |            | 32   |        |
| DNF | Bernard Fau            | Yamaha            |            | 27   |        |
| DNF | Robert Larney          | Rotax             |            | 36   |        |
| DNF | Ángel Nieto            | Rotax             |            | 33   |        |
| DNS | Donnie Robinson        | Mitsui-Yamaha     | Blessure   | 25   |        |

## Trivia

### Barry Sheene
Barry Sheene werd met zijn productie-Suzuki RGB slechts tiende, maar voelde zich winnaar. Niet alleen had hij zich vanaf de 18e plaats naar voren geknokt, het feit dat hij weer kon racen was al een overwinning op zichzelf. Sheene reed 250 dagen nadat zijn beide benen verbrijzeld waren tijdens de Britse Grand Prix. 
1983 · 1984 · 1985 · 1992 · 1999 · 2000 · 2001 · 2002 · 2003 · 2004